# ساروس خورشیدی ۱۶۲
ساروس ۱۶۲ دوره‌ای زمانی با چرخه‌ای حدود ۱۸ سال و ۱۱ روز و ۸ ساعت (تقریباً ۶۵۸۵ و یک سوم روز) است که شامل ۴۲ خورشیدگرفتگی می‌شود.

## رخدادها
| ساروس | عضو | تاریخ           | زمان (بزرگ‌ترین) ساعت هماهنگ جهانی | نوع    | مکان طول و عرض جغرافیایی | گاما    | قدر    | گُستره (km) | مدت زمان (دقیقه: ثانیه) | منبع |
| ----- | --- | --------------- | --------------------------------- | ------ | ------------------------ | ------- | ------ | ---------- | ----------------------- | ---- |
| ۱۶۲   | ۱   | ۱۵ آوریل ۲۲۵۷   | ۱۲:۰۵:۱۵                          | جزئی   | 71.3S 60.1E              | -1.5121 | 0.0633 |            |                         |      |
| ۱۶۲   | ۲   | ۲۶ آوریل ۲۲۷۵   | ۱۹:۴۱:۴۱                          | جزئی   | 70.7S 67W                | -1.4684 | 0.1423 |            |                         |      |
| ۱۶۲   | ۳   | ۷ مه ۲۲۹۳       | ۳:۰۹:۴۷                           | جزئی   | 69.9S 168.5E             | -1.4186 | 0.2323 |            |                         |      |
| ۱۶۲   | ۴   | ۱۹ مه ۲۳۱۱      | ۱۰:۲۸:۴۶                          | جزئی   | 69S 46.9E                | -1.362  | 0.3345 |            |                         |      |
| ۱۶۲   | ۵   | ۲۹ مه ۲۳۲۹      | ۱۷:۴۱:۰۹                          | جزئی   | 68.1S 72.5W              | -1.3009 | 0.4449 |            |                         |      |
| ۱۶۲   | ۶   | ۱۰ ژوئن ۲۳۴۷    | ۰:۴۴:۴۲                           | جزئی   | 67.1S 170.8E             | -1.2329 | 0.567  |            |                         |      |
| ۱۶۲   | ۷   | ۲۰ ژوئن ۲۳۶۵    | ۷:۴۴:۱۳                           | جزئی   | 66.1S 55.7E              | -1.1623 | 0.6935 |            |                         |      |
| ۱۶۲   | ۸   | ۱ ژوئیه ۲۳۸۳    | ۱۴:۳۷:۴۲                          | جزئی   | 65.1S 57.5W              | -1.087  | 0.8276 |            |                         |      |
| ۱۶۲   | ۹   | ۱۱ ژوئیه ۲۴۰۱   | ۲۱:۲۹:۲۰                          | جزئی   | 64.2S 169.9W             | -1.0111 | 0.962  |            |                         |      |
| ۱۶۲   | ۱۰  | ۲۳ ژوئیه ۲۴۱۹   | ۴:۱۶:۴۵                           | حلقه‌ای | 45.6S 98.2E              | -۰٫۹۳۲۲ | ۰٫۹۷۵۳ | ۲۴۲        | ۲ دقیقه ۱۷ ثانیه        |      |
| ۱۶۲   | ۱۱  | ۲ اوت ۲۴۳۷      | ۱۱:۰۶:۰۱                          | حلقه‌ای | 37.4S 2.8W               | -۰٫۸۵۵۳ | ۰٫۹۷۴۱ | ۱۷۵        | ۲ دقیقه ۳۳ ثانیه        |      |
| ۱۶۲   | ۱۲  | ۱۳ اوت ۲۴۵۵     | ۱۷:۵۴:۳۷                          | حلقه‌ای | 32.3S 104.2W             | -۰٫۷۷۸۱ | ۰٫۹۷۱۶ | ۱۵۸        | ۲ دقیقه ۵۲ ثانیه        |      |
| ۱۶۲   | ۱۳  | ۲۴ اوت ۲۴۷۳     | ۰:۴۶:۳۲                           | حلقه‌ای | 29.3S 153.6E             | -۰٫۷۰۴۳ | ۰٫۹۶۸۴ | ۱۵۶        | ۳ دقیقه ۱۲ ثانیه        |      |
| ۱۶۲   | ۱۴  | ۴ سپتامبر ۲۴۹۱  | ۷:۴۱:۱۵                           | حلقه‌ای | 27.7S 50.9E              | -۰٫۶۳۳۲ | ۰٫۹۶۴۶ | ۱۶۱        | ۳ دقیقه ۳۴ ثانیه        |      |
| ۱۶۲   | ۱۵  | ۱۵ سپتامبر ۲۵۰۹ | ۱۴:۴۲:۱۵                          | حلقه‌ای | 27.3S 53.4W              | -۰٫۵۶۷۹ | ۰٫۹۶۰۴ | ۱۷۱        | ۳ دقیقه ۵۸ ثانیه        |      |
| ۱۶۲   | ۱۶  | ۲۶ سپتامبر ۲۵۲۷ | ۲۱:۴۸:۴۵                          | حلقه‌ای | 27.9S 158.9W             | -۰٫۵۰۷۴ | ۰٫۹۵۵۹ | ۱۸۳        | ۴ دقیقه ۲۵ ثانیه        |      |
| ۱۶۲   | ۱۷  | ۷ اکتبر ۲۵۴۵    | ۵:۰۱:۱۵                           | حلقه‌ای | 29.1S 94.4E              | -۰٫۴۵۲۳ | ۰٫۹۵۱۴ | ۱۹۷        | ۴ دقیقه ۵۴ ثانیه        |      |
| ۱۶۲   | ۱۸  | ۱۸ اکتبر ۲۵۶۳   | ۱۲:۲۱:۳۹                          | حلقه‌ای | 30.7S 14.2W              | -۰٫۴۰۴۲ | ۰٫۹۴۶۷ | ۲۱۳        | ۵ دقیقه ۲۶ ثانیه        |      |
| ۱۶۲   | ۱۹  | ۲۸ اکتبر ۲۵۸۱   | ۱۹:۴۹:۲۳                          | حلقه‌ای | 32.6S 124.3W             | -۰٫۳۶۲۷ | ۰٫۹۴۲۲ | ۲۲۸        | ۶ دقیقه ۰ ثانیه         |      |
| ۱۶۲   | ۲۰  | ۹ نوامبر ۲۵۹۹   | ۳:۲۵:۰۶                           | حلقه‌ای | 34.5S 123.9E             | -۰٫۳۲۸۲ | ۰٫۹۳۷۹ | ۲۴۴        | ۶ دقیقه ۳۵ ثانیه        |      |
| ۱۶۲   | ۲۱  | ۲۰ نوامبر ۲۶۱۷  | ۱۱:۰۷:۱۳                          | حلقه‌ای | 36.2S 11E                | -۰٫۲۹۹۵ | ۰٫۹۳۳۹ | ۲۵۸        | ۷ دقیقه ۱۱ ثانیه        |      |
| ۱۶۲   | ۲۲  | ۱ دسامبر ۲۶۳۵   | ۱۸:۵۶:۵۵                          | حلقه‌ای | 37.4S 103.5W             | -۰٫۲۷۷۴ | ۰٫۹۳۰۲ | ۲۷۲        | ۷ دقیقه ۴۷ ثانیه        |      |
| ۱۶۲   | ۲۳  | ۱۲ دسامبر ۲۶۵۳  | ۲:۵۱:۳۳                           | حلقه‌ای | 38S 141.1E               | -۰٫۲۵۹۹ | ۰٫۹۲۷۱ | ۲۸۴        | ۸ دقیقه ۲۱ ثانیه        |      |
| ۱۶۲   | ۲۴  | ۲۳ دسامبر ۲۶۷۱  | ۱۰:۵۰:۳۲                          | حلقه‌ای | 37.8S 24.7E              | -۰٫۲۴۶۶ | ۰٫۹۲۴۶ | ۲۹۴        | ۸ دقیقه ۵۲ ثانیه        |      |
| ۱۶۲   | ۲۵  | ۲ ژانویه ۲۶۹۰   | ۱۸:۵۲:۲۵                          | حلقه‌ای | 36.6S 92.6W              | -۰٫۲۳۶  | ۰٫۹۲۲۶ | ۳۰۱        | ۹ دقیقه ۱۷ ثانیه        |      |
| ۱۶۲   | ۲۶  | ۱۵ ژانویه ۲۷۰۸  | ۲:۵۶:۱۷                           | حلقه‌ای | 34.6S 149.2E             | -۰٫۲۲۷۷ | ۰٫۹۲۱۲ | ۳۰۶        | ۹ دقیقه ۳۸ ثانیه        |      |
| ۱۶۲   | ۲۷  | ۲۵ ژانویه ۲۷۲۶  | ۱۰:۵۹:۲۴                          | حلقه‌ای | 31.7S 30.7E              | -۰٫۲۱۸۹ | ۰٫۹۲۰۶ | ۳۰۸        | ۹ دقیقه ۵۲ ثانیه        |      |
| ۱۶۲   | ۲۸  | ۵ فوریه ۲۷۴۴    | ۱۹:۰۰:۳۰                          | حلقه‌ای | 28S 88.1W                | -۰٫۲۰۸۶ | ۰٫۹۲۰۵ | ۳۰۸        | ۱۰ دقیقه ۱ ثانیه        |      |
| ۱۶۲   | ۲۹  | ۱۶ فوریه ۲۷۶۲   | ۲:۵۸:۱۷                           | حلقه‌ای | 23.6S 153.3E             | -۰٫۱۹۵۹ | ۰٫۹۲۱۱ | ۳۰۴        | ۱۰ دقیقه ۴ ثانیه        |      |
| ۱۶۲   | ۳۰  | ۲۷ فوریه ۲۷۸۰   | ۱۰:۵۱:۵۴                          | حلقه‌ای | 18.6S 35.1E              | -۰٫۱۸۰۱ | ۰٫۹۲۲۱ | ۲۹۹        | ۱۰ دقیقه ۳ ثانیه        |      |
| ۱۶۲   | ۳۱  | ۹ مارس ۲۷۹۸     | ۱۸:۳۷:۵۴                          | حلقه‌ای | 13.1S 81.7W              | -۰٫۱۵۸  | ۰٫۹۲۳۸ | ۲۹۱        | ۹ دقیقه ۵۷ ثانیه        |      |
| ۱۶۲   | ۳۲  | ۲۰ مارس ۲۸۱۶    | ۲:۱۷:۳۴                           | حلقه‌ای | 7.2S 162.7E              | -۰٫۱۳۰۷ | ۰٫۹۲۵۹ | ۲۸۱        | ۹ دقیقه ۴۸ ثانیه        |      |
| ۱۶۲   | ۳۳  | ۳۱ مارس ۲۸۳۴    | ۹:۴۸:۱۶                           | حلقه‌ای | 1S 49.1E                 | -۰٫۰۹۵۹ | ۰٫۹۲۸۴ | ۲۷۰        | ۹ دقیقه ۳۳ ثانیه        |      |
| ۱۶۲   | ۳۴  | ۱۰ آوریل ۲۸۵۲   | ۱۷:۱۲:۰۱                          | حلقه‌ای | 5.4N 62.8W               | -۰٫۰۵۵۵ | ۰٫۹۳۱  | ۲۵۸        | ۹ دقیقه ۱۳ ثانیه        |      |
| ۱۶۲   | ۳۵  | ۲۲ آوریل ۲۸۷۰   | ۰:۲۴:۵۶                           | حلقه‌ای | 12N 171.8W               | -۰٫۰۰۶۱ | ۰٫۹۳۴  | ۲۴۶        | ۸ دقیقه ۴۷ ثانیه        |      |
| ۱۶۲   | ۳۶  | ۲ مه ۲۸۸۸       | ۷:۳۱:۱۰                           | حلقه‌ای | 18.6N 81.1E              | ۰٫۰۴۸۸  | ۰٫۹۳۶۹ | ۲۳۵        | ۸ دقیقه ۱۷ ثانیه        |      |
| ۱۶۲   | ۳۷  | ۱۴ مه ۲۹۰۶      | ۱۴:۲۷:۴۴                          | حلقه‌ای | 25.2N 23W                | ۰٫۱۱۲۱  | ۰٫۹۳۹۸ | ۲۲۵        | ۷ دقیقه ۴۱ ثانیه        |      |
| ۱۶۲   | ۳۸  | ۲۴ مه ۲۹۲۴      | ۲۱:۱۷:۵۴                          | حلقه‌ای | 31.5N 124.7W             | ۰٫۱۸۰۵  | ۰٫۹۴۲۶ | ۲۱۶        | ۷ دقیقه ۲ ثانیه         |      |
| ۱۶۲   | ۳۹  | ۵ ژوئن ۲۹۴۲     | ۴:۰۰:۱۲                           | حلقه‌ای | 37.5N 136.5E             | ۰٫۲۵۵۶  | ۰٫۹۴۵۲ | ۲۰۹        | ۶ دقیقه ۲۲ ثانیه        |      |
| ۱۶۲   | ۴۰  | ۱۵ ژوئن ۲۹۶۰    | ۱۰:۳۸:۴۵                          | حلقه‌ای | 42.9N 40E                | ۰٫۳۳۴   | ۰٫۹۴۷۴ | ۲۰۵        | ۵ دقیقه ۴۵ ثانیه        |      |
| ۱۶۲   | ۴۱  | ۲۶ ژوئن ۲۹۷۸    | ۱۷:۱۲:۳۶                          | حلقه‌ای | 47.7N 53.9W              | ۰٫۴۱۶۵  | ۰٫۹۴۹۳ | ۲۰۵        | ۵ دقیقه ۱۲ ثانیه        |      |
| ۱۶۲   | ۴۲  | ۶ ژوئیه ۲۹۹۶    | ۲۳:۴۴:۰۳                          | حلقه‌ای | 51.6N 145.6W             | ۰٫۵۰۱۳  | ۰٫۹۵۰۸ | ۲۰۸        | ۴ دقیقه ۴۴ ثانیه        |      |